# Hisham Layous
Hisham Layous (in ebraico השאם ליוס‎?; Mi'ilya, 13 novembre 2000) è un calciatore israeliano, attaccante del Maccabi Tel Aviv.

## Carriera

### Club
Dopo un percorso giovanile effettuato in diversi club israeliani, nel 2019 si è trasferito in Ucraina al Karpaty. Ha fatto il suo esordio assoluto il 31 luglio giocando l'incontro di Prem"jer-liha perso 2-0 contro la Dinamo Kiev. Rimasto svincolato nell'autunno 2020, è stato acquistato dal Ruch L'viv, ma non ha giocato alcun incontro nei mesi seguenti.
Nel gennaio 2021 ha fatto rientro in patria al Kafr Qasim. Qui ha giocato per due stagioni realizzando 10 reti in 51 incontri di Liga Leumit. Il 10 giugno 2022 è stato acquistato dall'Hapoel Tel Aviv.

### Nazionale
Il 14 giugno 2023 è stato incluso nella lista dei convocati per l'Europeo Under-21.

## Statistiche

### Presenze e reti nei club
Statistiche aggiornate al 22 giugno 2023.
| Stagione          | Squadra           | Campionato        | Campionato | Campionato | Coppe nazionali | Coppe nazionali | Coppe nazionali | Coppe continentali | Coppe continentali | Coppe continentali | Altre coppe | Altre coppe | Altre coppe | Totale | Totale | Totale |
| Stagione          | Squadra           | Comp              | Pres       | Reti       | Comp            | Pres            | Reti            | Comp               | Pres               | Reti               | Comp        | Pres        | Reti        | Pres   | Reti   |        |
| ----------------- | ----------------- | ----------------- | ---------- | ---------- | --------------- | --------------- | --------------- | ------------------ | ------------------ | ------------------ | ----------- | ----------- | ----------- | ------ | ------ | ------ |
| 2019-2020         | Karpaty           | PL                | 8          | 0          | CU              | 1               | 0               |                    | -                  | -                  |             | -           | -           | 9      | 0      |        |
| 2020-gen. 2021    | Ruch L'viv        | PL                | 0          | 0          | CU              | 0               | 0               |                    | -                  | -                  |             | -           | -           | 0      | 0      |        |
| gen.-giu. 2021    | Kafr Qasim        | LL                | 18         | 3          | CI+CT           | 1+0             | 0               |                    | -                  | -                  | -           | -           | -           | 19     | 3      |        |
| 2021-2022         | Kafr Qasim        | LL                | 33         | 7          | CI+CT           | 2+0             | 0               |                    | -                  | -                  | -           | -           | -           | 35     | 7      |        |
| Totale Kafr Qasim | Totale Kafr Qasim | Totale Kafr Qasim | 51         | 10         |                 | 3               | 0               |                    | -                  | -                  |             | -           | -           | 54     | 10     |        |
| 2022-2023         | Hapoel Tel Aviv   | LH                | 22         | 2          | CI+CT           | 1+2             | 0+3             |                    | -                  | -                  | -           | -           | -           | 25     | 5      |        |
| Totale carriera   | Totale carriera   | Totale carriera   | 81         | 12         |                 | 6               | 3               |                    | -                  | -                  |             | -           | -           | 87     | 15     |        |